# 奧格爾索普堡 (喬治亞州)
奧格爾索普堡（英語：Fort Oglethorpe）是一個位於美國喬治亞州卡圖薩縣和沃克縣的城市。

## 地理
奧格爾索普堡的座標為34°56′44″N 85°14′44″W / 34.94556°N 85.24556°W，而該地的平均海拔高度為223米（即732英尺）。

## 人口
根據2010年美國人口普查的數據，奧格爾索普堡的面積為36.00平方千米，均為陸地。當地共有人口9263人，而人口密度為每平方千米257人。